# اورلند (میزوری)
اورلند (به انگلیسی: Overland) شهری در شهرستان سنت لوئیس ایالت میزوری است که جمعیت آن در سرشماری سال ۲۰۱۰ میلادی ۱۶٫۰۶۲ نفر بوده است.